# Kim Do-kyun
Kim Do-kyun (김도균?, 金徒均?; Yeongdeok, 13 gennaio 1977) è un ex calciatore sudcoreano, di ruolo centrocampista.